# Sangeet
Sangeet – dramat miłosny z 1992 roku z podwójną rolą Madhuri Dixit i Jackie Shroffem u jej boku. Reżyserem jest uznany twórca kina tollywoodzkiego z lat 60.-70. K. Vishwanath, autor Sagara Sangamam. Tematem tego filmu jest miłość między ludźmi, jej brak, tęsknota za nią. Film pokazuje miłość rodzącą się między dziewczyną a mężczyzna, a także miłość matki do córki. Istotą każdej z tych miłości jest pragnienie poświęcenia się dla osoby kochanej. 

## Fabuła
Sethanam Sargawala (Jackie Shroff), pełen radości życia i serdeczności do ludzi śpiewak uliczny zjednuje swoim śpiewem sympatię Nirmali (Madhuri Dixit), smutnej, osamotnionej żony bogatego człowieka. Jednocześnie w jego życiu pojawia się druga kobieta. Roztacza on opiekę nad niewidomą dziewczyną Sangeetą (Madhuru Dixit). Wyrywa ją z tancbudy oburzony pożądliwością mężczyzn pobudzonych jej tańcem. Sanjeeta znajduje oparcie nie tylko w zakochanym w niej Sathanamie, ale też w sprzyjającej ich miłości Nirmali. Wkrótce okazuje się, że smutek Nirmali ma źródło w tajemnicy i stracie z przeszłości. Sangeeta i Sathnam wypełniają pustkę w jej pozbawionym radości macierzyństwa życiu. Zakochani planują ślub, ale przedtem Sathanam pragnie pomóc Sangeecie odzyskać wzrok.

## Obsada
- Madhuri Dixit – Nirmala/Sangeetha
- Jackie Shroff – Sethuram
- Aruna Irani – Shanta
- Shafi Inamdar, Satish Shah, Nitish Bharadwaj, Arjan Shrivastav, Parikshat Sahani, Rajendra Gupta, Asha Sharma

## Muzyka i piosenki
Muzykę do filmu skomponował braterski duet Anand-Milind, autorzy muzyki do takich filmów jak Qayamat Se Qayamat Tak (Nagroda Filmfare za Najlepszą Muzykę), Dil, Beta, Hero No. 1, Bestia, Baaghi, Inteqam: The Perfect Game i Anjaam.
- Woh Dil Hi Kya
- Saat Suron Ke
- Jo Geet Nahi
- Rabba Koi
- Main Tumhari